# The Hits (álbum de Kelis)
The Hits é o primeiro álbum dos melhores êxitos da cantora Kelis, lançado a 1 de Março de 2008.

## Faixas
1. "Caught out There" (Pharrell Williams, Chad Hugo) – 4:11
2. "Milkshake" (Williams, Hugo) – 3:04
3. "Got Your Money" (Ol' Dirty Bastard feat. Kelis) (Williams, Hugo, Russel Jones) – 4:01
4. "Trick Me" (Dallas Austin) – 3:28
5. "Lil Star" (com Cee Lo Green) (Rogers, Thomas Callaway) – 4:51
6. "Get Along with You" (Williams, Hugo) – 4:29
7. "Young, Fresh n' New" (Williams, Hugo, Rogers) – 4:38
8. "Truth or Dare" (N.E.R.D feat. Kelis e Pusha T) (Williams, Hugo, Terrence Thornton) – 3:38
9. "Bossy" (com Too Short) (Rogers-Jones, Shondrae Crawford, Todd Shaw, Sean Garrett) – 4:34
10. "In Public" (com Nas) (Dana Stinson, Rogers) – 4:27
11. "Millionaire" (com André 3000) (André Benjamin, Rogers, Douglas Davis, Ricky Walters) – 3:46
12. "Finest Dreams" (Richard X com Kelis) (James Harris III, Terry Lewis, Philip Oakey, Philip Adrian Wright) – 4:13
13. "Suspended" (Williams, Hugo, Rogers) – 4:55
14. "Good Stuff" (com Terrar) (Williams, Hugo) – 3:52

## Tabelas
| Tabela (2008)                    | Posição |
| -------------------------------- | ------- |
| UK Albums Chart                  | 71      |
| Billboard Top R&B/Hip-Hop Albums | 78      |